# Chappal Waddi
Il Chappal Waddi è una montagna dell'Africa occidentale, situata al confine tra Nigeria e Camerun.

## Geografia
Il Chappal Waddi la sua altitudine di 2419 metri s.l.m., rappresenta il punto più elevato del territorio della Nigeria.
Fa parte della catena montuosa Bamenda-Adamawa-Mandara. 